# Granville Woods
Granville Tailer Woods (23 de abril de 1856, Columbus, Ohio, Estados Unidos — 30 de janeiro de 1910, Nova Iorque, Nova Iorque, Estados Unidos) foi um inventor afro-americano com mais de 50 patentes. Também foi o primeiro estadunidense de ascendência africana para ser um engenheiro mecânico e eletricista após a Guerra Americana de Secessão. Autodidata, concentrou a maior parte de seu trabalho em trens e bondes. Uma de suas invenções notáveis foi o « Multiplex Telegraph », um dispositivo que enviou mensagens entre estações de trem e trens em movimento. Seu trabalho garantiu um sistema de transporte público mais seguro e melhor para as cidades dos Estados Unidos.

## Invenções

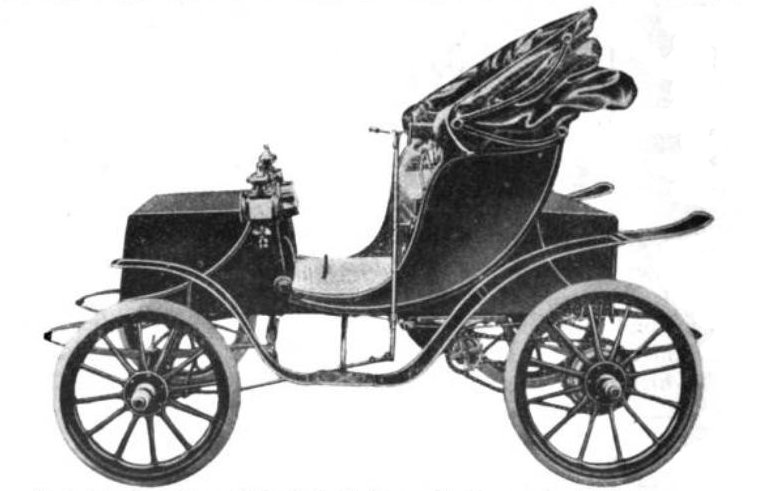
1906 Woods Queen Victoria Electric

Granville T. Woods inventou e patenteou a construção de túneis para o sistema ferroviário elétrico e foi referido por alguns como o "Black Edison". Ao longo de sua vida Granville Woods obteve mais de 50 patentes para invenções, incluindo um freio automático, uma incubadora de ovos e para melhorias em outras tecnologias, como o circuito de segurança, telégrafo, telefone e fonógrafo.

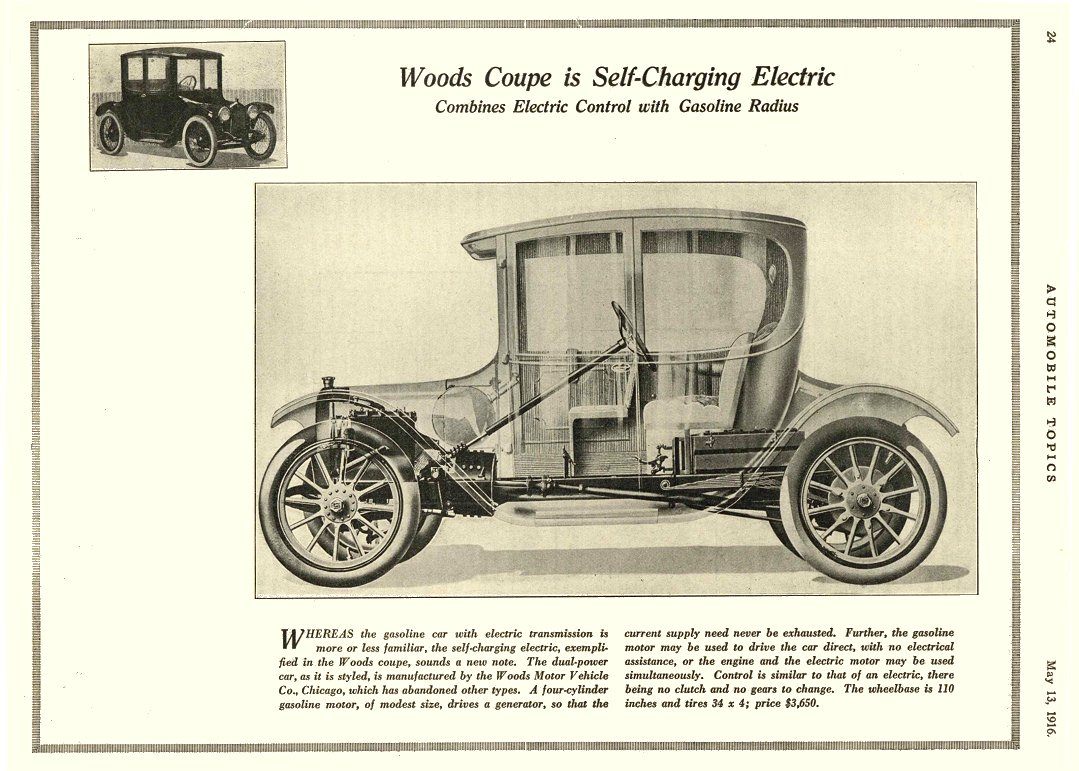
Woods national electric 1916 WOODS - Motor a gasolina-elétrico

Em 1884, Woods recebeu sua primeira patente para um forno de caldeira a vapor, e em 1885, Woods patenteou um aparelho que era uma combinação de um telefone e um telégrafo. O dispositivo, que ele chamou de "telegrafonia", permitiria a uma estação telegráfica enviar mensagens de voz e telégrafo em código Morse por meio de um único fio. Ele vendeu os direitos deste dispositivo para a American Bell Telephone Company. Em 1887, ele patenteou o Telégrafo Ferroviário Multiplex Síncrono, que permitia a comunicação entre as estações de trem de trens em movimento, criando um campo magnético em torno de um fio enrolado debaixo do trem. Woods pegou varíola antes de patentear a tecnologia e Lucius Phelps patenteou em 1884. Em 1887, Woods usou notas, esboços e um modelo funcional da invenção para garantir a patente patenteou em 1884. Em 1887, Woods usou notas, esboços e um modelo funcional da invenção para garantir a patente. A invenção teve tanto sucesso que Woods fundou a Woods Electric Company em Cincinnati, Ohio, para comercializar e vender suas patentes. No entanto, a empresa rapidamente se dedicou à criação de invenções até que foi dissolvida em 1893. Thomas Edison mais tarde entrou com um pedido de propriedade desta patente, afirmando que primeiro ele havia criado um telégrafo semelhante e que tinha direito à patente para o dispositivo, e Woods muitas vezes tinha dificuldade em desfrutar de seu sucesso enquanto outros inventores faziam reivindicações de seus dispositivos. Woods foi duas vezes bem-sucedido em se defender, provando que não havia outros dispositivos com os quais ele pudesse ter confiado para fazer seu dispositivo. Após a segunda derrota de Thomas Edison, ele decidiu oferecer a Granville Woods um cargo na Edison Company, mas Granville recusou.

Em 1888, Woods fabricou um sistema de linhas aéreas condutoras de eletricidade para ferrovias modelado a partir do sistema iniciado por Charles van Depoele, um famoso inventor que já havia instalado seu sistema ferroviário elétrico em treze cidades dos Estados Unidos.

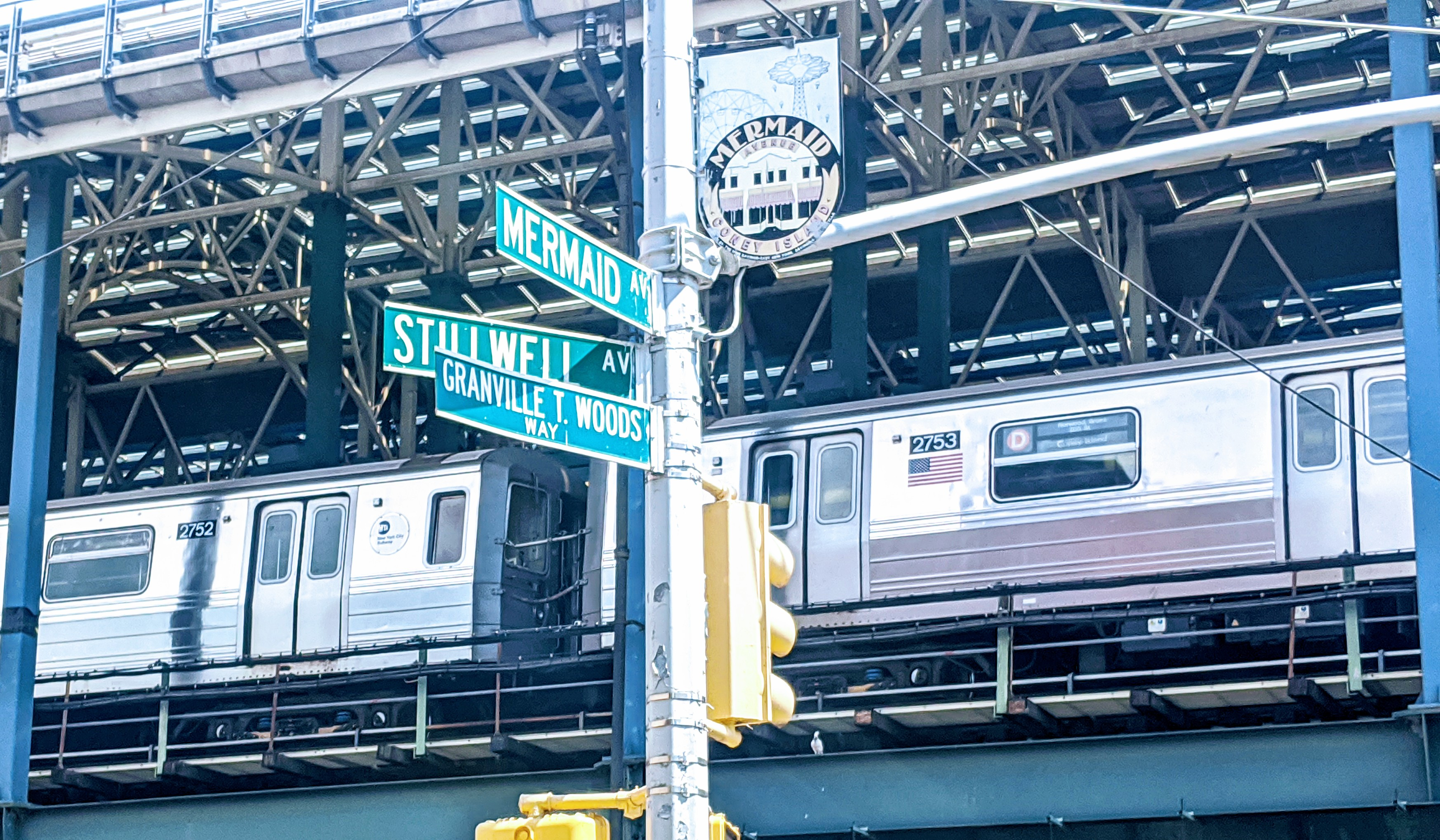
Granville T. Woods melhorou os túneis do freio a ar e do metrô da Westinghouse

Após a Grande Nevasca de 1888, o prefeito da cidade de Nova York Hugh J. Grant declarou que todos os fios, muitos dos quais alimentavam o sistema ferroviário acima do solo, deveriam ser removidos e enterrados, enfatizando a necessidade de um sistema subterrâneo. A patente de Woods foi construída sobre os terceiros sistemas ferroviários anteriores que eram usados para trilhos leves e aumentaram a potência para uso em trens subterrâneos. Seu sistema contava com escovas de arame para fazer conexões com terminais metálicos sem expor os fios, instalando trilhos de contatores elétricos. Depois que o vagão do trem passou, os fios não estavam mais vivos, reduzindo o risco de ferimentos. Ele foi testado com sucesso em fevereiro de 1892 em Coney Island na montanha-russa do Figure Eight. Mais tarde naquele ano, ele foi preso e acusado de difamação depois de publicar um anúncio em uma revista especializada alertando-o contra a proteção da American Engineering Company of New York City. A empresa forneceu fundos para Woods comercializar a invenção, mas um componente crucial da invenção estava faltando no negócio que o gerente da empresa, James S. Zerbe, posteriormente roubou. Um júri absolveu Woods, mas Zerbe já havia patenteado o projeto na Europa e o projeto foi avaliado em US$ 1 milhão. Woods patenteou a invenção em 1893 e em 1901, ele a vendeu para a General Electric.
Em 1896, Woods criou um sistema de controle de luzes elétricas em teatros, conhecido como "dimmer de segurança" / "safety dimmer", que era econômico, seguro e eficiente, economizando 40% do uso de eletricidade.

Woods às vezes também é creditado com a invenção do freio a ar para trens em 1904; no entanto, George Westinghouse patenteou o freio a ar quase 40 anos antes, tornando a contribuição de Woods uma melhoria para a invenção.